# Agus IV
Agus IV ist eines von mehreren Wasserkraftwerken am Fluss Agus auf Mindanao, Philippinen. Der Agus wird im Lanao-Stausee (Lanao-See) in Lanao del Sur aufgestaut. Von dort fließt er durch Lanao del Norte in die Bucht von Iligan. Der Lanao-Stausee bei Baloi war ein natürlicher See, bevor er zusätzlich aufgestaut und zur Wasserkrafterzeugung genutzt wurde.
Agus IV hat als Absperrbauwerk einen Staudamm aus Erdschüttmaterial von 32 m Höhe und 1578 m Länge mit 4 Millionen Kubikmeter Schüttmaterial. Das Speichervolumen des Stausees beträgt bis zu 24.602 Millionen Kubikmeter und seine Fläche bis zu 355 km², wodurch er zu einem der großen Stauseen der Erde wird.
Weitere Wasserkraftwerke am Agus sind u. a. Agus II (1979; 180 MW) und Agus VI „Maria Cristina“ (1953/1977/1983; 200 MW).